# Молодіжний театр імені Ніколая Бінева
Молодіжний театр імені Ніколая Бінева (болг. Младежки театър „Николай Бинев“) був заснований в 1945 році як «Дитячий народний театр». Незабаром театр став відомий як «Національний молодіжний театр» і з січня 2006 року за указом Президента йому було присвоєно ім'я актора Ніколая Бінева — Молодіжний театр імені Ніколая Бінева. З вересня 2006 року директор — Владимир Люцканов, заступник директора — Петар Кауков.

## Трупа
До трупи театру входять такі актори: Александар Хаджиангелов, Ангеліна Славова, Анна Петрова, Антуанетта Добрев-Неті, Бойко Крастанов, Вежен Велчовський, Віхар Стойчев, Віхар Стойчева, Герасим Георгієв — Геро, Елена Бардарська, Живка Ганчева, Зорница Маринкова, Іскра Донова, Койна Русева, Красимир Недев, Лілія Гелева, Малін Крастєв, Маріана Міланова, Майя Бабурська, Нікола Стоянов, Ніколай Луканов, Светослав Добрев, Сільвія Лулчева, Станка Калчева, Стефан Мавродієв, Явор Спасов, Ярослава Павлова.

## Постановки
- «Жага» — авторський спектакль Велиміра Велева
- «Карлсон» Астрід Ліндгрен, режисер Венціслав Асенов
- «Карнавал.com» Жорди Галсеран
- «Любов і гроші» Деніс Келі, режисер Петар Кауков
- «Любовна пісня» Джона Колвенбака, режисер Андрю Волкофф
- «Макбет» Уільяма Шекспіра, режисер Теді Москов
- «Маленький Мук» Вільгельма Гауффа, режисера Венціслав Асенов
- «Нордост» Торстен Бухштайнер, директор Василена Радева
- «Острів скарбів» Кена Людвіга, по роману Роберта Луїса Стівенсона, режисер Петар Кауков
- «Правила гри» Стефана Прохорова, режисера Димитара Стефанова
- «Спляча красуня» Шарля Перро, режисер Венціслав Асенов
- «Тінь моєї душі» — авторське шоу Веліміра Велева
- «Три сестри» Антона Чехова, режисер Крикор Азарян
- «Фріда» Саня Домазет, директор Веселін Димов